# Kraftwerk Sägen
Das Kraftwerk Sägen ist ein in Dornbirn, Vorarlberg, Österreich, in der Parzelle Sägen im Stadtteil Markt befindliches Kleinwasserkraftwerk und eines der Elektrizitätswerke am Müllerbach. Das Kraftwerk befindet sich etwa bei Flusskilometer 3,36.
Das Kraftwerk Sägen war am Müllerbach eines von rund einem Dutzend Kraftwerksanlagen. Es ist seit dem Jahr 2000 außer Betrieb und eine Reaktivierung ist nicht geplant. Es diente zur elektrischen Energiegewinnung für die Buntweberei der Textilwerke F. M. Hämmerle mit zwei Francis-Turbinen.
Die Bewilligung für das Kraftwerk ist wegen Nichtnutzung des Wasserrechtes inzwischen erloschen.

## Geschichte
Johann Baptist Salzmann erhielt 1826 die behördliche Genehmigung zur Erbauung eines Spinnereibetriebes. Er erwarb in der Parzelle Sägen die alte Herburger-Sägemühle samt Wasserrecht am Säger- oder Mühlebächlein. 1852 erbaute er am heutigen Standort neben der alten Herburger-Mühle und Holzsäge eine mechanische Baumwollspinnerei mit Wasserkraftantrieb. Der mechanische Antrieb erfolgte anfänglich, wie sich aus den vorhandenen Gebäudefundamenten erschließen lässt, durch ein überschlächtiges Wasserrad. 1856 wurde eine Dampfmaschine mit 30 PS der Maschinenfabrik Gottfried Kuhn in Stuttgart für die Spinnerei Sägen angeschafft und später ein kleiner Gleichstromgenerator an die Turbinenwelle zur Energieerzeugung für die Beleuchtung angekoppelt.
Am 1. Juni 1895 kaufte die Fa. F. M. Hämmerle die Spinnerei Sägen samt dem Turbinenhaus und Dampfhaus aus der Konkursmasse der Firma Johann Baptist Salzmann. Es wurde eine Buntweberei eingerichtet. 1897 wurde der Wasserkraftantrieb erneuert und eine J. M. Voith Francis-Turbine mit 51,5 kW (70 PS) Nennleistung samt Öldruckregler installiert und in Betrieb genommen. 1914 wurde eine zweite J. M. Voith Francis-Turbine mit 29,5 kW (40 PS) Nennleistung installiert und in Betrieb genommen. Dadurch war eine Verstärkung des Antriebs (Riemen) des an die Transmission angekoppelten Drehstrom-Motors mit 33,1 kW Nennleistung und einer Betriebsspannung von 220 V erforderlich. In weiterer Folge wurde dieser Generator durch einen Hochspannungs-Drehstrom-Generator mit 55,2 kW Nennleistung und einer Betriebsspannung von 3 kV ersetzt.
1927 wurde die Weberei Sägen durch einen Shedbau für 600 Webstühle erweitert und 1936 durch die Vergrößerung von „Sägen-Shed“ zum größten Websaal Österreichs.
1941 erfolgte der Einbau eines Drehstromgenerators bei den Turbinen im Keller für eine Betriebsspannung von 230/400 Volt und 115 kW Nennleistung bei einer Drehzahl von 750 Umdrehungen per Minute. Die Ankoppelung an die Turbinenwelle (110 Umdrehungen) erfolgte über einen Lederflachriemen. Es ergab sich eine mögliche Engpassleistung von ca. 40 kW. Das mittlere Regelarbeitsvermögen (gemessen 1982–1985) lag bei 85 MWh/Jahr. Durch die Erweiterung konnten die bisher bestehenden Saaltransmissionen samt der Königswelle abgebaut werden.
In der Folge der Umstellung auf die Kriegswirtschaft wurden 1942 für 40 Kriegshilfsdienst-Mädchen in den oberen Stockwerken des Hochbaues Sägen vier Schlafsäle eingerichtet. 1944 erfolgte die Einrichtung einer Pressformen- und Modellbauwerkstätte der Dornier-Flugzeugwerke Friedrichshafen im ersten Websaal (Hochparterre) Hochbau. Im Keller wurden Panzerräder geschweißt.
1947 wurde im Hochbau eine Lehrweberei mit Webstuhl-Einzelantrieben durch Elektromotoren neu eingerichtet und 1949 die Buntweberei ausgebaut. Die Webstühle erhielten nun Einzelantriebe. 1971 wurde ergänzend eine Metallverarbeitungs-Lehrwerkstätte für Maschinenschlosser, Elektriker und Textilmechaniker im vierten Stock des  Hochbaus eingerichtet und 1972 im ersten Saal im Hochbau eine Rundstrickerei und Raschlerei (Maschenwarenerzeugung), die von der F. M. Hämmerle-Tochterfirma Charmella in Wien hierher übersiedelte. Diese Rundstrickerei wurde im Betrieb Sägen 1981 eingestellt.
Im Jahr 2000 wurde der Firmenzweig der F. M. Hämmerle Textilwerke AG an Josef Hahnl verkauft (Entschluss vom 26. Juni 2000), wobei jedoch hierzu nicht der Hochbau der Weberei Sägen mit dem Kraftwerk Sägen gehörte. In weiterer Folge verkaufte Hahnl das Betriebsareal Sägen an die Stadt Dornbirn (ohne Maschinenpark). Die alte Weberei Sägen, Hochbau in der Sägerstraße 4 blieb wie bisher im Eigentum der F. M. Hämmerle Holding AG, wurde renoviert und an verschiedene Pächter vermietet. Das Kleinwasserkraftwerk Sägen im Keller wurde 2000 stillgelegt.

## Maschinenhaus

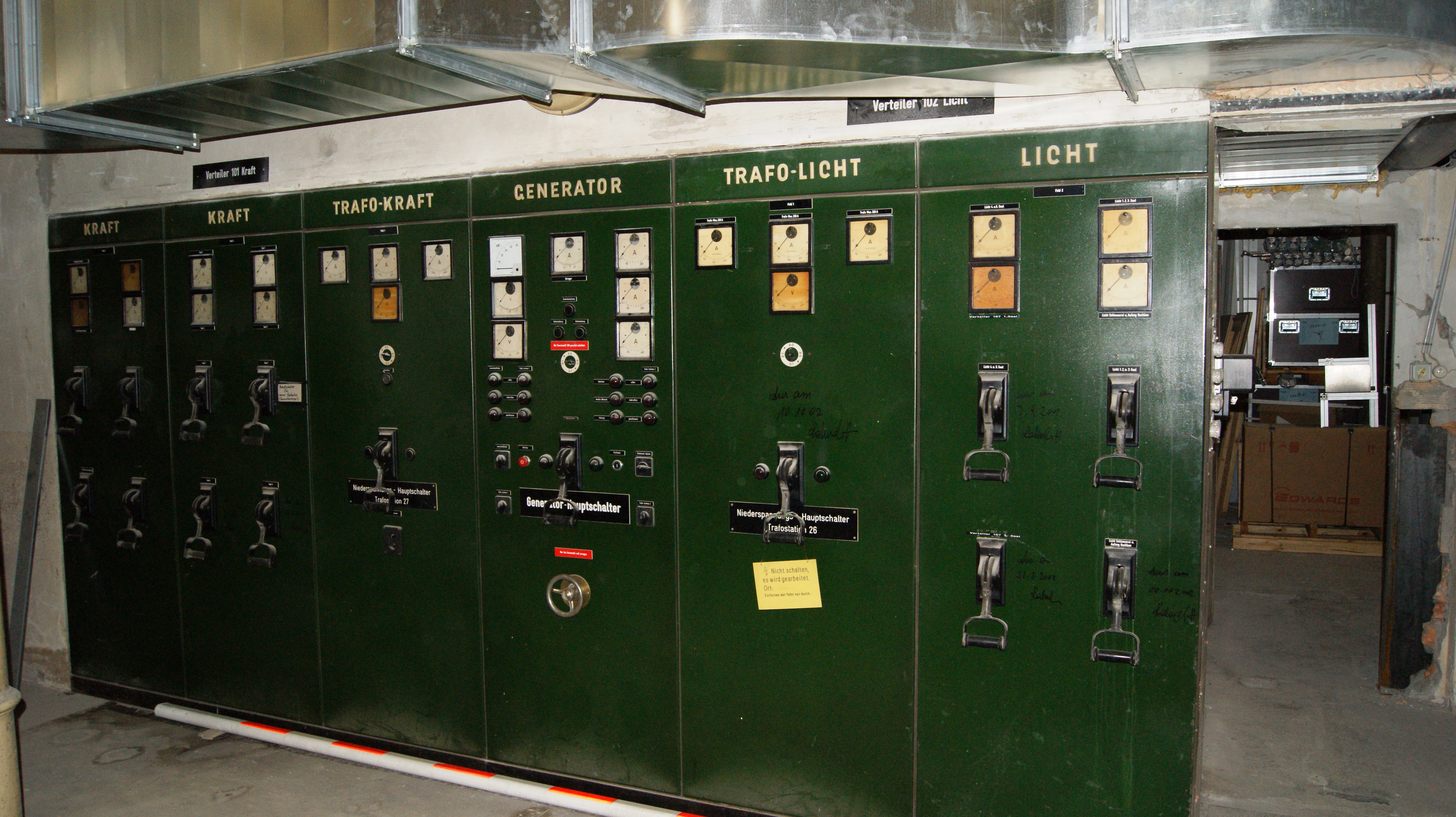
Stillgelegter Hauptverteiler des Kraftwerkes

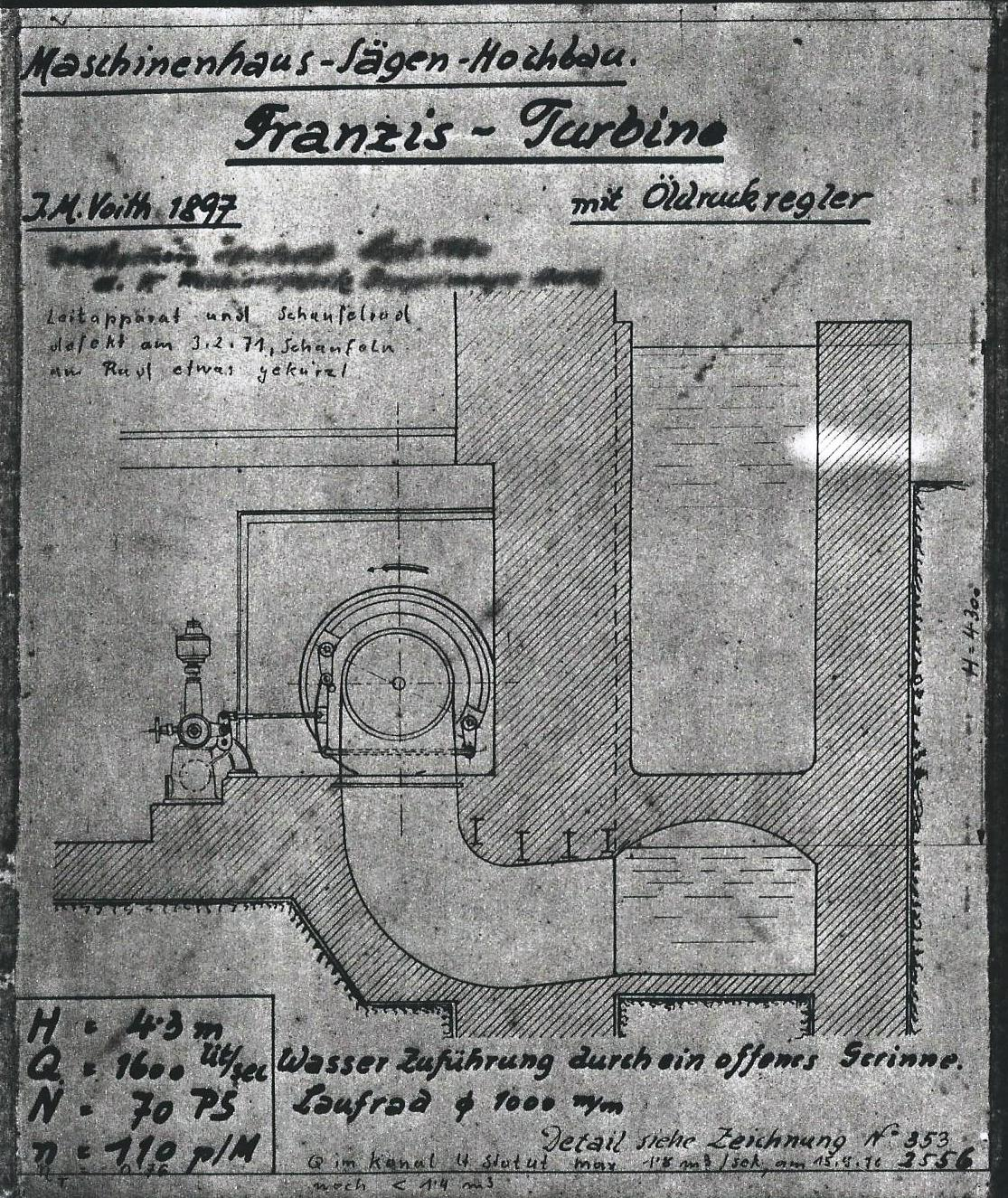
Technische Zeichnung der 70-PS-Francis-Turbine aus dem Jahr 1897

Das Maschinenhaus, in welchem sich die Turbine, der Generator und die Steuerung des Kraftwerks Sägen befindet, ist in der ehemaligen Buntweberei der Fa. F. M. Hämmerle (nun ein Gewerbegebäude) im Keller angeordnet.
Die Instandhaltung des Kleinkraftwerks Sägen oblag der elektrotechnischen Abteilung der Fa. F M. Hämmerle.

### Elektrotechnische Daten
Der Generator ist eine dreiphasige Asynchronmaschine mit einer Leistung von maximal 61,5 kW. Regelarbeitsvermögen: 323 MWh, die tatsächliche Jahresarbeitsleistung im Jahr 1992 betrug etwa 90 MWh, dies entspricht einen mittleren Leistung von rund 10 kW.

### Hydraulische Daten
Das Wasser für das Kraftwerk Sägen wurde aus dem Müllerbach entnommen, der jahreszeitlich und im Hinblick auf die Restwassermenge in der Dornbirner Ach eine unterschiedliche Wasserführung aufweisen kann. Der Müllerbach führt im Bereich des Kraftwerks Sägen nutzbar maximal 1850 Liter/Sekunde.
Dieses Wasser wurde von zwei Francis-Turbinen mit liegender Welle und einem Durchflussvermögen von 900 l/s (29,4 kW) bzw. 1600 l/s (51,5 kW) bei einer Nutzfallhöhe von 4,33 m genutzt.